# العودة الأخيرة
العودة الأخيرة هو مسلسل تلفزيوني درامي مصري، عُرض أول مرة عام 1993، من إخراج فؤاد عبد الجليل، وتأليف وفية خيري، ومن بطولة صلاح ذو الفقار.

## ملخص القصة
استعراض لحياة شقيقين على طرفي نقيض هما حافظ عبد الرحمن الذي يعمل بإحدى الدول العربية تاركا ابنته سها مع عمها كمال المفتش بالتعليم، تسعى سناء زوجة حافظ لإبعاد الأب عن ابنته التي تحب مدحت ابن عمها الا إنهما يواجها بمشكلة الشقة وعدم وجود مبلغ يكفى لشراءها وتقوم سناء بتدبير المكائد والدسائس ضد أسرة كمال وتحويل حياة هذه الأسرة إلى شقاء . وتتوالى الأحداث ويذهب كمال إلى العمل بالخارج تاركا زوجته تواجه كل مايدور حولها من مشاكل وتقع سها فريسة لمرض نفسي بعد أن تزوج مدحت من أختها أشجان، إلى أن يعترف حافظ لابنته بأنه تزوج رغما عنها ويطلب منها أن تعفو عما اقترفته زوجة أبيها في حقها بعد أن داهمها المرض وعلمت أن المادة ليست كل شئ في الحياة.

## طاقم التمثيل
- صلاح ذو الفقار
- نوال أبو الفتوح
- أبو بكر عزت
- محسنة توفيق
- محمود الجندي
- يسري مصطفي
- ناصر سيف
- حنان ترك
- محمد متولي
- ناهد رشدي
- مي عبد النبي
- مجدي إمام
- محمد أبو داوود
- رضا الجمال